# イリハム・マハムティ
イリハム・マハムティ（ウイグル語: ئىلھام ماھمۇت Ilham Mahmut、1969年 - ）は、東トルキスタン出身の人権活動家。日本ウイグル協会名誉会長。アジア自由民主連帯協議会副会長。

## 経歴
1969年、中国新疆ウイグル自治区のコムル（ハミ）生まれ。新疆大学予備学部入学。1991年、西北師範大学中国語文学部中退。
2001年に来日。日本語学校、コンピュータ専門学校を経て、2005年に日本のIT企業に就職。2008年、世界ウイグル会議傘下の日本ウイグル協会が設立され、その会長に任命される。
ウイグルやトルコ民族と日本の連携強化や啓蒙活動のため、メディアへのインタビュー対応や出演、各種執筆活動、YouTubeなどへの動画配信などの活動を行っている。また、中国共産党への抗議デモなどにも参加している。
2020年6月28日に開催された日本ウイグル協会の2020年度総会で、于田ケリムを後任の会長に任命してマハムティは名誉会長に退くことが決議された。

## 著作
- テンジン、イリハム・マハムティ・ダシ・ドノロブ・林建良『中国の狙いは民族絶滅　チベット・ウイグル・モンゴル・台湾、自由への戦い』まどか出版、2009年3月。ISBN 978-4-944235-45-2。
- イリハム・マハムティ『7.5ウイグル虐殺の真実　ウルムチで起こったことは、日本でも起こる』宝島社〈宝島社新書 304〉、2010年1月。ISBN 978-4-7966-7455-3。
- 潮匡人、西村幸祐、河添恵子、いしゐのぞむ、イリハム・マハムティ『日本の国益―野蛮・中国に勝つための10の論点』幸福の科学出版、2012年12月1日。ISBN 978-4863952898。